# 80 Plus (Film)
80 Plus ist ein österreichisch-deutscher Spielfilm aus dem Jahr 2024 von Sabine Hiebler und Gerhard Ertl mit Margarethe Tiesel als Toni und Christine Ostermayer als Helene. In Deutschland wird die Tragikomödie auch unter dem Titel Toni und Helene geführt.

## Handlung
Helene war frühere eine gefeierte Theaterschauspielerin und lebt mittlerweile mit über 80 Jahren zurückgezogen in einer Seniorenresidenz. Aufgrund der Diagnose einer unheilbaren Krankheit hat sie sich in der Schweiz einen Termin organisiert, um dort Sterbehilfe in Anspruch zu nehmen. Allerdings kann Helene nicht mehr selbst ihren Oldtimer fahren und ihr Neffe, ein konservativer Politiker, verweigert ihr die Unterstützung als Chauffeur für die letzte Reise.
Toni muss sich nach einem Sturz vorübergehend in Helenes Seniorenresidenz erholen, Toni und Helene werden dort Zimmernachbarinnen. Eine anfängliche Abneigung der beiden weicht langsam einer Freundschaft. Bald sitzen die beiden im Oldtimer und fahren in die Schweiz.

## Veröffentlichung
Der Film wurde am 7. August 2024 in Wien im Rahmen von Kino am Dach gezeigt. Der österreichische Kinostart war am 3. Oktober 2024.
In Deutschland wurde der Film unter dem Titel Toni und Helene ab dem 4. September 2024 auf dem Fünf Seen Filmfestival gezeigt und kam am 5. Dezember 2024 in die deutschen Kinos.

## Produktion und Hintergrund
Die Dreharbeiten fanden unter dem Arbeitstitel Achtzig Plus an 32 Drehtagen vom 22. Mai bis zum 7. Juli 2023 in Deutschland, Österreich und der Schweiz statt, gedreht wurde in Wien, Niederösterreich, Tirol, Zürich und Bayern. Drehorte war unter anderem Gloggnitz sowie die Dolomitenhütte, der Schleierfall in Kals am Großglockner und St. Jakob in Defereggen.
Produziert wurde der Film von der österreichischen Orbrock Filmproduktion (Produzent Ulrich Gehmacher) und der deutschen Tivoli Film Produktion der Produzenten Gerald Podgornig und Thomas Hroch, die Serviceproduktion in der Schweiz übernahm die Hugofilm Productions (Service Producer Christof Neracher). Den Verleih übernahm in Österreich Filmladen.
Unterstützt wurde der Film von der Filmförderungsanstalt, dem FilmFernsehFonds Bayern, Cine Tirol, dem Österreichischen Filminstitut, dem Filmfonds Wien und der Kulturförderung des Landes Niederösterreich, beteiligt war der Österreichische Rundfunk.
Die Kamera führte Anna Hawliczek, die Musik schrieb Dirk Reichardt, die Montage verantwortete Benedikt Rubey und das Casting Marion Elisabeth Rossmann	und Angelika Kropej. Den Ton gestaltete Benedikt Palier, das Kostüm- und Szenenbild Andreas Donhauser und Renate Martin und die Maske Germaine Mouth und Barbara Spenner. Als Green Film Consultant fungierte Marion Rossmann.
Laut Produzent Gerald Podgornig war dies für Hauptdarstellerin Christine Ostermayer der letzte Film ihrer Schauspielkarriere.

## Rezeption

### Kritiken
Dieter Oßwald meinte auf programmkino.de, dass diese Komödie mit geschliffenen Dialogen kontinuierlich gut punkten könne. Die kurzweilige Dramaturgie gelinge nicht zuletzt wegen der beiden Hauptfiguren, die bei all ihrer amüsanten Schrulligkeit immer psychologisch plausibel blieben und deren Liebenswürdigkeit für hohe Empathie-Werte sorge. Mit erstaunlicher Leichtigkeit gehe es an Themen von existenzieller Bedeutung wie Alter, Würde und Sterbehilfe.
Oliver Armknecht vergab auf film-rezensionen.de 6 von 10 Punkten. Auch wenn die Roadmovie-Komödie über weite Strecken ausgetretenen Pfaden folge sei der Film amüsant und stimme mit einem schönen Einfall zum Schluss versöhnlich.
Andreas Köhnemann bewertete den Film auf kino-zeit.de mit vier von vier Sternen. Dieser verzichte auf die ganz große Dramatik im Stil von Thelma & Louise (1991) ganz bewusst und beweise stattdessen, dass sehr viel Können vonnöten ist, um mit Leichtigkeit schwere Themen zu behandeln. Christine Ostermayer und Margarethe Tiesel legten in ihren glaubhaft gezeichneten Figuren reichlich Spielfreude an den Tag, das Drehbuch liefere den erforderlichen Wortwitz.

### Auszeichnungen
- Österreichischer Filmpreis 2025: Auszeichnung als publikumsstärkster Kinofilm[13]